# Bohseïta
La bohseïta és un mineral de la classe dels silicats. Rep el nom pel mineralogista danès Henning Bohse (1942-), qui ha treballat durant més de 40 anys en la mineralogia i la geologia del Complex intrusiu d'Ilímaussaq, a Groenlàndia.

## Característiques
La bohseïta és un inosilicat de fórmula química Ca₄Be3+xAl1-xSi9O25-x(OH)3+x. Va ser originàriament aprovada per l'IMA com a espècie vàlida l'any 2010, amb mostres procedents del fiord Kangerluarsuk, a Groenlàndia. El 2015 va ser redefinida amb exemplars procedents de Polònia. Cristal·litza en el sistema ortoròmbic. La seva duresa a l'escala de Mohs es troba entre 5 i 6. És un mineral isostructural amb la bavenita.

## Formació i jaciments
Aquesta espècie mineral ha estat descrita a partir de mostres recollides en dos indrets: el fiord Kangerluarsuk, al Complex intrusiu d'Ilímaussaq (Groenlàndia), i de la pedrera DSS Piława Górna, a la Baixa Silèsia (Polònia), sent aquests dos indrets les dues co-localitats tipus. Posteriorment també ha estat descrita en un parell d'indrets de Noruega i al dipòsit de beril·li d'Ermakovskoe, a Rússia.